# 帕祖加信氏
帕祖加信氏股份有限公司，簡稱帕祖加信氏股份，以及帕祖加信氏（英語：PZ Cussons PLC），屬於主要生產個人護理產品和製成品（就是化粧品、肥皂、凝胶、家用化學品和天然油）。
而總部位於英國曼徹斯特城。該股份在1953年11月26日於倫敦證券交易所上市，也是富時250指數成份股之一。

## 歷史
1879年，由喬治·帕德遜和喬治·祖喬尼士，於塞拉利昂國家創立，前身為「帕德遜·祖喬尼士公司」，當時經營貿易生意。在19世紀末期，英資企業便在鄰近尼日利亞運作的。到了20世紀，帕祖先後在肯尼亞和加納收購工廠和成立辦事處。1958年前，在几内亚扮演了商業角色不少。1975年，帕祖收購「加信氏集團」（由湯瑪士·加信氏創立）。之後在亞洲地區收購更多廠房和辦事處，1986年，泰國便是首家設廠。後在1988年，印尼開始運作。
1993年，帕祖收購位於波蘭當時國有企業「波蘭家化企業」，後在1995年，接收「波蘭化工」。2002年，由「帕德遜·祖喬尼士股份有限公司」更名為「帕祖加信氏股份有限公司」。
2004年，帕祖加信氏以620萬英鎊出售旗下品牌「1001地毯清潔用品」，買家為WD40。
在2005年，帕祖加信氏計劃關閉位於诺丁汉廠房（由格雷德兄弟創立），以及搬遷至泰國廠房運作。2006年，帕祖加信氏把原本格薩爾鎮搬遷至索爾福德市史雲頓。
2008年，帕祖加信氏收購Sanctuary Spa和Sanctuary全數業務。

## 品牌
帕祖加信氏為皇室牌香皂為主要重點品牌，其他包括嬰兒浴具、滅蟲等家庭護理產品。

## 連結
- pzcussons.com （页面存档备份，存于）